# Губарев, Евгений Михайлович (биолог)
Евгений Михайлович Губарев (1903, Саратовская губерния — 1963) — биохимик, микробиолог; доктор биологических (1940) и медицинских (1942) наук. Заслуженный деятель науки Башкирской АССР. Ректор Ростовского-на-Дону медицинского института (1956—1959).

## Биография
Родился в 1903 году в Саратовской губернии. В 1920 году поступил учиться на медицинский факультет Саратовского университета. В студенческие годы работал лаборантом кафедры биохимии. После окончания института поступил в аспирантуру.
С 1934 года заведовал кафедрой биохимии Башкирского медицинского института (ныне Башкирский государственный медицинский университет). В годы Великой Отечественной войны, находясь в тылу, оказывал помощь биохимическим учреждениям Академии наук, эвакуированным в г. Уфу.
После войны уехал в Ростов-на-Дону. С 1945 года заведовал кафедрой биохимии Ростовского государственного медицинского института, восстанавливал разрушенные помещения и оборудование. В последующем работал одновременно заместителем директора института по научной части, заведующим лабораторией в Ростовском противочумном институте, директором Ростовского государственного медицинского института (1956—1959).
Защитил две докторские диссертации. Дважды доктор — биологических (1940) и медицинских (1942) наук.
Автор около 80 научных работ, в том числе трёх монографий по бактериохимии: «Бактериохимия» (1952), «Биохимия чумного микроба» (1958), «Обмен веществ у микробов» (1961). Монография «Бактериохимия» была издана в переводе на немецкий в Германии.
Область научных интересов Губарева: микробиология, бактериохимия. Созданный под его руководством препарат «Препарат РД» по решению Минздрава СССР используется для лечения лепры.
Под руководством Губарева на кафедре биохимии Ростовского государственного медицинского института защищены 3 докторские и 16 кандидатских диссертаций. Его ученицей была профессор РГМИ Е. К. Алимова, защитившая в 1959 году докторскую диссертацию по теме «Липиды дифтерийных бактерий».
Эксперт Всемирной организации здравоохранения, член Ученого Совета Министерства здравоохранения РСФСР, член бюро научных обществ биохимиков и микробиологов при АН СССР, член Оргкомитета V Международного Конгресса биохимиков и I съезда биохимиков СССР.